# Javorová dolina
Die Javorová dolina (ungenau auch Javorinská dolina oder Dolina Javorinky genannt; deutsch Jaworowatal, Ahorntal, Uhr[e]ntal oder Uhrngartner Grund, ungarisch Jávor-völgy oder Javorinai-völgy, polnisch Dolina Jaworowa) ist ein Talsystem in der Slowakei auf der nördlichen Seite der Hohen Tatra. Das Haupttal ist etwa 10 Kilometer lang und bedeckt eine Fläche von 27,8 km².

## Beschreibung

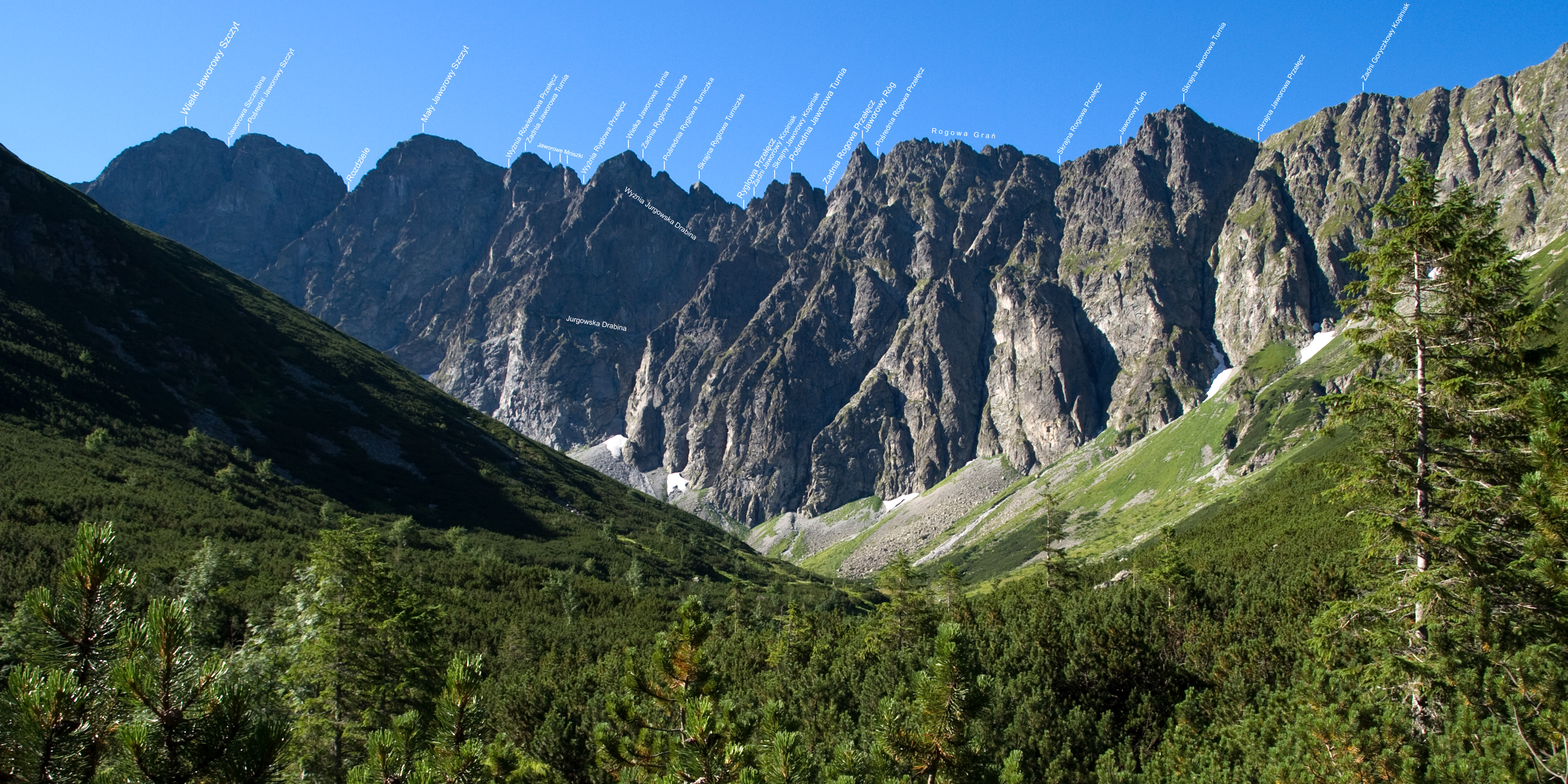
Javorový múr (deutsch Ahornwand) und Javorový štít (links)

Die Talmündung liegt im Ort Tatranská Javorina am westlichen Fuß der benachbarten Belaer Tatra und verläuft zuerst nach Südosten, dann wendet sich das Tal nach Süden, bevor auf etwa 1600 m n.m. es einen Knick nach Osten, bis zum Sattel Sedielko, macht. Vom Haupttal heraus zweigen weitere Seitentälern ab, die in der Regel sich weiter verzweigen. Orographisch rechts beziehungsweise östlich gelegene Seitentäler sind Zadné Meďodoly (Hintere Kupferschächten) mit eigenen Verzweigungen Kolová dolina (Pflockseetal) und Jahňací kotol (Ebereschental), weiter talaufwärts folgt die Čierna Javorová dolina (Schwarzer Uhrngarten) und die Suchá dolina (Dürres Tal). Der hinterste Talabschnitt des Haupttals heißt Zadná Javorová dolina (Hinteres Ahorntal).
Die orographisch links, also westlichen Seitentäler sind, ebenfalls talaufwärts gesehen, die Dolina Bieleho potoka (Weißbachtal) und Široká dolina (Breites Tal) mit eigenem Seitental Svišťovská dolina (Murmeltal), weiter die Javorinka (Ahorngraben), die Zelená dolina (Grünseetal) und die Žabia dolina (Froschseetal).
Das Talsystem grenzt zuerst an den Hauptkamm der Belaer Tatra im Osten. Dann folgen jenseits des Hauptkamms der Hohen Tatra vom Sattel Kopské sedlo bis zum Berg Malý Javorový štít die folgenden Tatratäler: Predné Meďodoly, Dolina Bielych plies und Dolina Zeleného plesa im Talsystem von Dolina Kežmarskej Bielej vody im Südosten sowie Malá Studená dolina und Veľká Studená dolina im Süden. Im Westen grenzt es an das Tal Bielovodská dolina im Talsystem der Dolina Białki über die Hauptachse des Seitengrats des Bergs Široká und dann die Nordwestschulter derselben Bergs.

## Gewässer

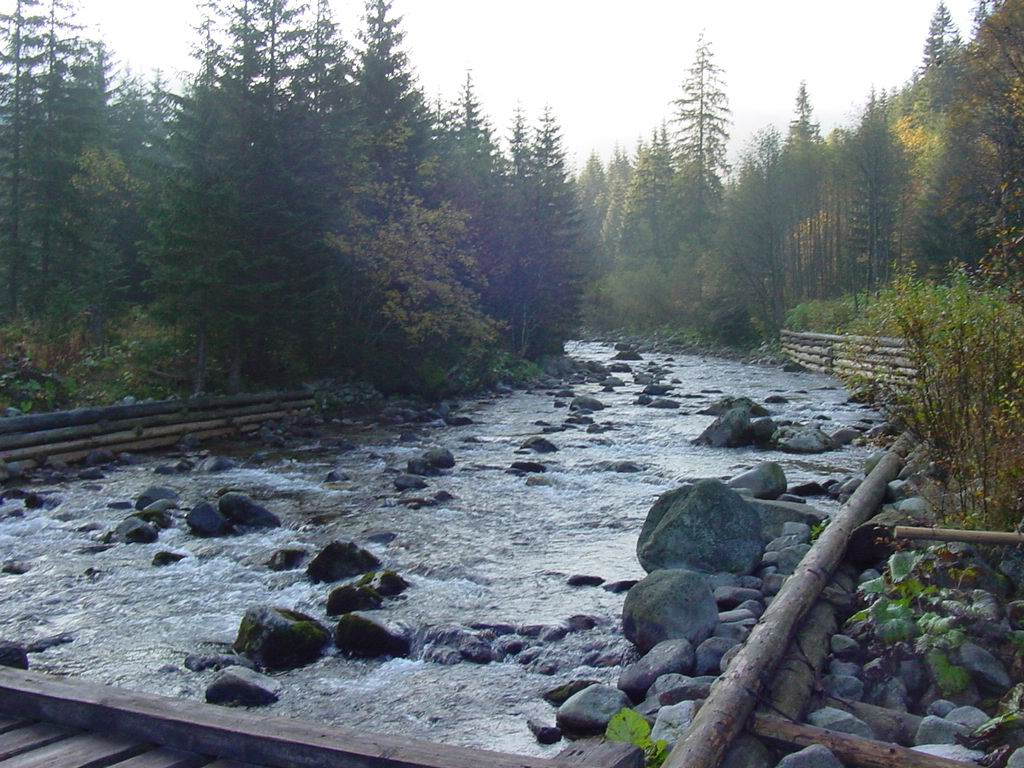
Die Javorinka

Das Hauptfließgewässer ist der Bach Javorinka (deutsch Uhrnbach) mit mehreren Zuflüssen, darunter die rechts gesehenen Čierny potok, Meďodolský potok und Štefanka sowie die links gelegenen Žabí potok, Zelený potok und Široký potok. In hinteren Teil des Tals und in Seitentälern befinden sich mehrere Bergseen, wie Kolové pleso (Pflocksee), Čierne pleso javorové (Uhrngartner Schwarzer See), Žabie pleso javorové (Krotensee), Nižné Žabie pleso javorové (Niederer Froschsee), Malé Žabie pleso (Kleiner Froschsee), Predné rígľové oko (Vorderes Riegelauge), Zadné rígľové oko (Hinteres Riegelauge), Suché oko (Sobko-Auge), Zelené pleso javorové (Ahorntaler Grüner See), Tiché pleso (Stiller See) und Malé Tiché pleso (Kleiner Stiller See).

## Name und Geschichte

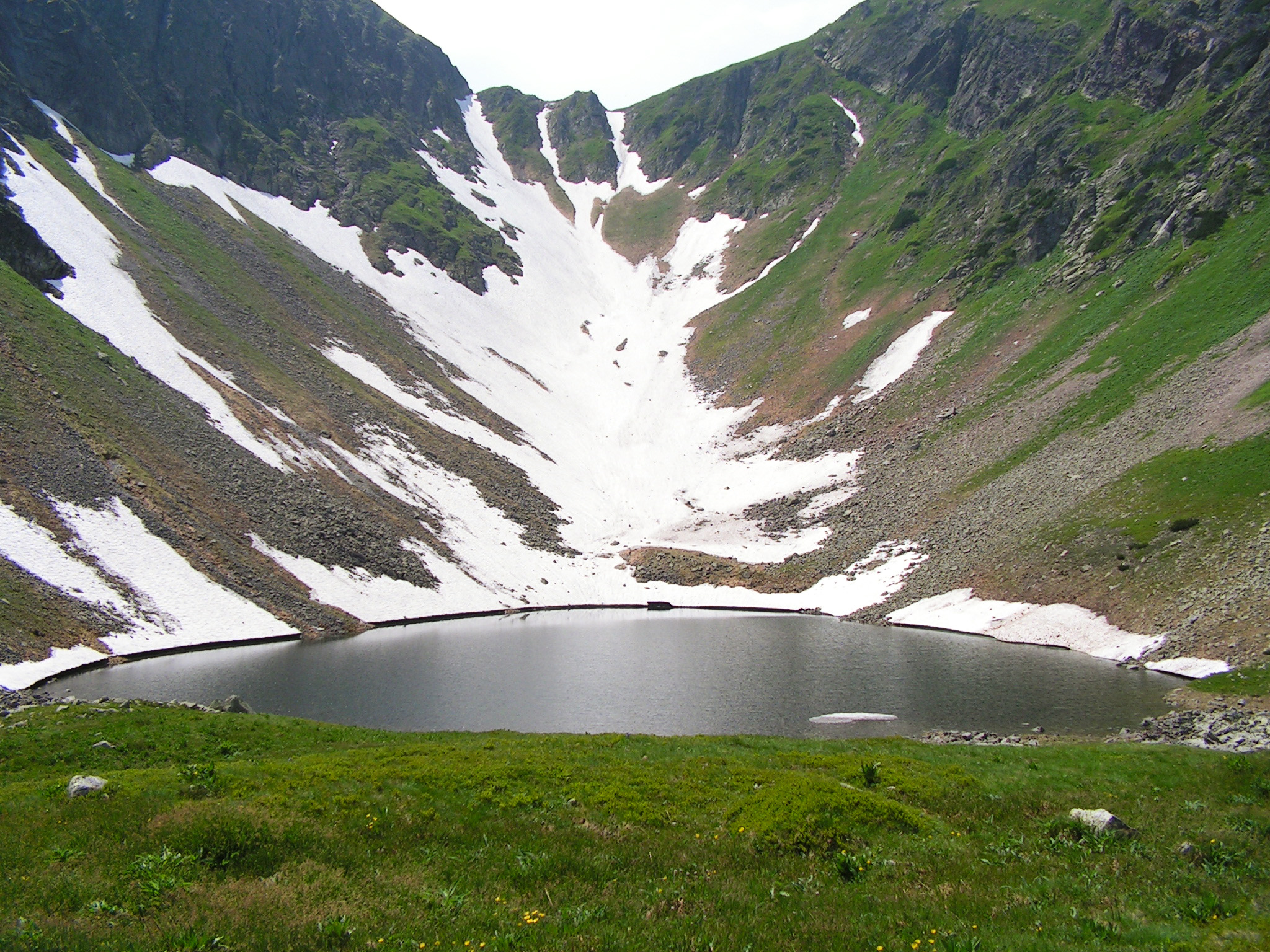
Bergsee Zelené pleso javorové mit dem Sattel Sedlo nad Zeleným

Der Name weist auf die einst reich vorkommenden Ahornwälder (slowakisch javor) hin. Diese wurden allerdings im Laufe der Jahrhunderte für die im Ort Tatranská Javorina ansässigen Eisenhütten und eine Pappenfabrik sowie durch Kahlschläge und für Köhler entholzt, sodass heute die Ahornbäume im Tal nur spärlich, wenn überhaupt vorhanden sind. Fälschlicherweise wird das Tal nach dem Ort auch Javorinská dolina genannt, der aber erst im 18. Jahrhundert gegründet wurde und topographische Bezeichnungen im Tal älteren Ursprungs sind. Dieser Name kursierte insbesondere zur Zeit der sogenannten „Javorina-Frage“ in den Tschechoslowakisch-polnische Grenzkonflikten, ähnliches gilt für den vom Bach Javorinka abgeleiteten Namen Dolina Javorinky.
In den anderen Sprachen (deutsch, polnisch, ungarisch) ist der Talname zumeist ähnlich dem slowakischen, allerdings existieren im Deutschen auch Übersetzungen Ahorntal oder mundartlich Uhr[e]ntal.
Im 13. Jahrhundert wurde das Tal Bestandteil des neu entstandenen Herrschaftsgebiets Dunajec mit Sitz in der Burg Niedzica (heute in Polen). Schon im 15. Jahrhundert trieben Hirten aus verschiedenen Orten in der Nordzips ihre Herden ins Tal, dazu bewegten sich hier Schatzsucher. Über den Sattel Kopské sedlo kamen teilweise auch Belaer Hirten, was zu Konflikten führte, wie z. B. zum sogenannten Hirten-Krieg im Jahr 1596. Historisch bedeutend ist auch Bergbauaktivität: im Tal Zadné Meďodoly gab es vom 16. bis zum 18. Jahrhundert Kupferbergwerke, in der Höhle Mokrá diera wurde Zinnober gefördert, im Tal Kolová dolina gab es Kupfer- und Silber-Stollen. Schließlich begann gegen Mitte des 18. Jahrhunderts Eisenerzabbau im Bergmassiv von Široká.
1879 erwarb der Fürst Christian Kraft zu Hohenlohe-Öhringen das Tal und legte hier ein abgezäuntes Jagdrevier an. Hier wurden Jagdwildtiere, wie z. B. Steinböcke, verschiedene Hirscharten, Wisente und Bisons freigelassen. Nach Christians Tod im Jahr 1926 erbte sein Neffe August den Jagdbesitz, den der tschechoslowakische Staat im Jahr 1935 erwarb. Von September 1938 bis November 1939 war das Tal Teil der Zweiten Polnischen Republik.

## Tourismus

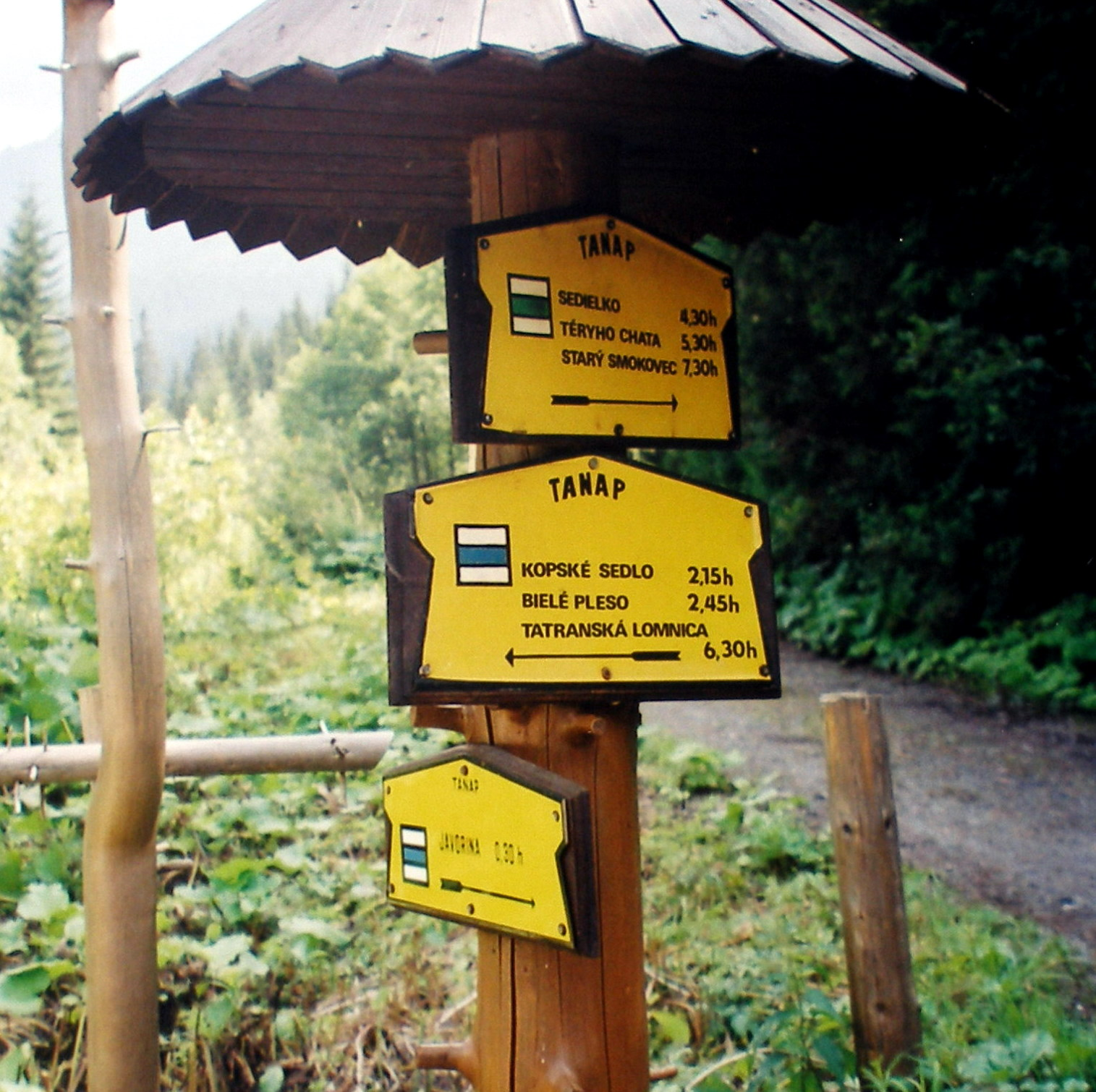
Wanderwegbeschilderung am Abzweig Pod Muráňom

In Tatranská Javorina beginnt ein grün markierter Wanderweg, der das gesamte Haupttal erschließt, bevor er im Sattel Sedielko ins Tal Malá Studená dolina wechselt, mit dem Endpunkt bei der Berghütte Zamkovského chata. Ab Abzweig Pod Muráňom beginnt ein blau markierter Wanderweg durch das Seitental Zadné Meďodoly zum Sattel Kopské sedlo, mit Weiterführungen zum Talsystem von Dolina Kežmarskej Bielej vody oder über den Mittelteil der Belaer Tatra nach Ždiar.
Im gesamten Talsystem bestehen keine Berghütten.